# Commelina
Commelina és un gènere que comprèn aproximadament unes 200 espècies de plantes herbàcies i perennes pertanyents a la família de les commelinàcies. L'anomenà Commelina communis Linné en honor dels tres germans Commelin, que van viure a França durant el segle xviii. Tots tres van ser botànics, però només dos van arribar a ser famosos pel seu treball. Els dos grans pètals de color blau llampant, diuen que representen els dos germans famosos, mentre que el petit pètal blanc en simbolitza el tercer, científicament insignificant.
Commelina communis és una planta comuna al nord-est dels EUA. Creix fàcilment en sòls urbans, colonitza jardins abandonats. Sovint es troba en jardins amb plantes de Vinca, potser perquè la semblança superficial de les seves tiges i fulles les fan més perdurables.
Diverses espècies, especialment Commelina benghalensis, són comestibles com vegetals en el sud-est d'Àsia i Àfrica. Creix en llocs amb certa exposició al sol, especialment amb ombres parcials o lleugerament ombrívols. Les flors són blaves i el fullatge verd. Són plantes atractives per a abelles, papallones i ocells.

## Espècies seleccionades
- Commelina benghalensis
- Commelina caroliniana
- Commelina communis
- Commelina cyanea
- Commelina diffusa
- Commelina erecta
- Commelina lukei
- Commelina sellowiana
- Commelina tuberosa
- Commelina virginica